# Pauletta Pollmann
Pauletta Pollmann, nome completo Amira Pauletta Melisande Pollmann (22 novembre 2002), è un'attrice tedesca.
Dal 2014 interpreta il ruolo di Ayda Gerkhan nella serie d'azione Squadra Speciale Cobra 11.

## Biografia
Pauletta Pollmann è nata nel 2002. È figlia dell'attore Erdoğan Atalay e dell'attrice cinematografica e teatrale Astrid Ann Marie Pollmann. Nel 2013, ha debuttato come attrice nell'episodio di SOKO 5113 Per mia madre, in cui ha recitato con suo padre. Nel 2014 ha interpretato il ruolo di Ayda Gerkhan nella serie RTL Squadra Speciale Cobra 11.

## Filmografia

### Cinema
- Schoßgebete (2013)
- Bibi & Tina - Semplicemente diversi (Bibi & Tina – Einfach anders) (2022)
- Jeanne du Barry - La favorita del re (Jeanne du Barry), regia di Maïwenn (2023)

### Televisione
- SOKO 5113 – serie TV, 1 episodio (2013)
- L'ostetrica (Die Hebamme) – film TV (2014)
- Squadra Speciale Cobra 11 (Alarm für Cobra 11 - Die Autobahnpolizei) – serie TV, (2014-)
- Sabbia di zucchero (Zuckersand) – film TV